# Un eroe di guerra
Un eroe di guerra (War Is Hell) è un film del 1961 diretto da Burt Topper.
È un film di guerra statunitense ambientato durante la guerra di Corea con Baynes Barron, Michael Bell e Bobby Byles. Audie Murphy introduce la pellicola nelle vesti narratore.
Il film vinse un premio fuori concorso al Festival di Cannes nel 1961.

## Trama
La vicenda si svolge durante la guerra di Corea: un ufficiale americano ambizioso e sanguinario lascia massacrare un plotone di compatrioti; quindi, benché sia stato firmato l'armistizio, continua una specie di guerra personale finché viene fermato e ucciso.

## Produzione
Il film fu diretto, sceneggiato e prodotto da Burt Topper per la Allied Artists. Il titolo di lavorazione fu War Hero.

## Distribuzione
Il film fu distribuito con il titolo War Is Hell negli Stati Uniti nel 1961 dalla Allied Artists Pictures.
Alcune delle uscite internazionali sono state:
- in Finlandia il 9 febbraio 1962 (Sotasankari)
- in Danimarca il 30 luglio 1962 (Krigshelten)
- negli Stati Uniti il 23 ottobre 1963
- in Italia (Un eroe di guerra)

## Promozione
La tagline è: "IRON-GUTS GUYS IN ACTION!".

## Critica
Secondo Leonard Maltin il film "crea delle aspettative che non vengono mantenute" a causa di un "soggetto banale" e di "sequenze poco ispirate di arti marziali".

## Curiosità
Lee Harvey Oswald entrò in un cinema di Dallas (il Texas Theatre) nel corso di una proiezione di questo film, senza pagare, poco dopo l'assassinio di John F. Kennedy. Il suo mancato pagamento destò i sospetti del gestore e questo portò al suo arresto prima che il film finisse.